# Bezirci, Bandırma
Bezirci là một xã thuộc huyện Bandırma, tỉnh Balıkesir, Thổ Nhĩ Kỳ. Dân số thời điểm năm 2010 là 300 người.